# Kamienica przy ulicy Pijarskiej 5 w Krakowie
Kamienica przy ulicy Pijarskiej 5 – zabytkowa kamienica znajdująca się w Krakowie przy ulicy Pijarskiej, na Starym Mieście.

## Historia
Kamienica została wzniesiona w latach 1889–1891 na miejscu rozebranej zabudowy przemysłowej jako dom własny architekta Stanisława Krzyżanowskiego.
W latach 1932–1935 w budynku mieszkał Juliusz Osterwa, dyrektor Teatru im. Juliusza Słowackiego oraz w latach 1950–1958 i 1981–2006 prof. Jacek Woźniakowski co upamiętniają tablice na fasadzie.

## Architektura
Kamienica reprezentuje styl eklektyczny. Ma ona cztery kondygnacje. Fasada jest ośmioosiowa. W skrajnych partiach elewacji zaprojektowano dwa dwuosiowe ryzality. W każdym z nich, na wysokości pierwszego piętra, pomiędzy osiami, znajduje się we wnęce zwieńczonej frontonem pełnoplastyczne popiersie, w lewym ryzalicie – Zygmunta Starego, w prawym – Kazimierza Wielkiego. Elewacja pierwszego i drugiego piętra została obłożona ceglaną licówką, która kontrastuje z detalami z jasnego kamienia. Okna parteru i trzeciego piętra ozdobione zostały kluczami, pierwszego piętra półkolistymi frontonami, a drugiego piętra gzymsami. Budynek wieńczy gzyms koronujący.

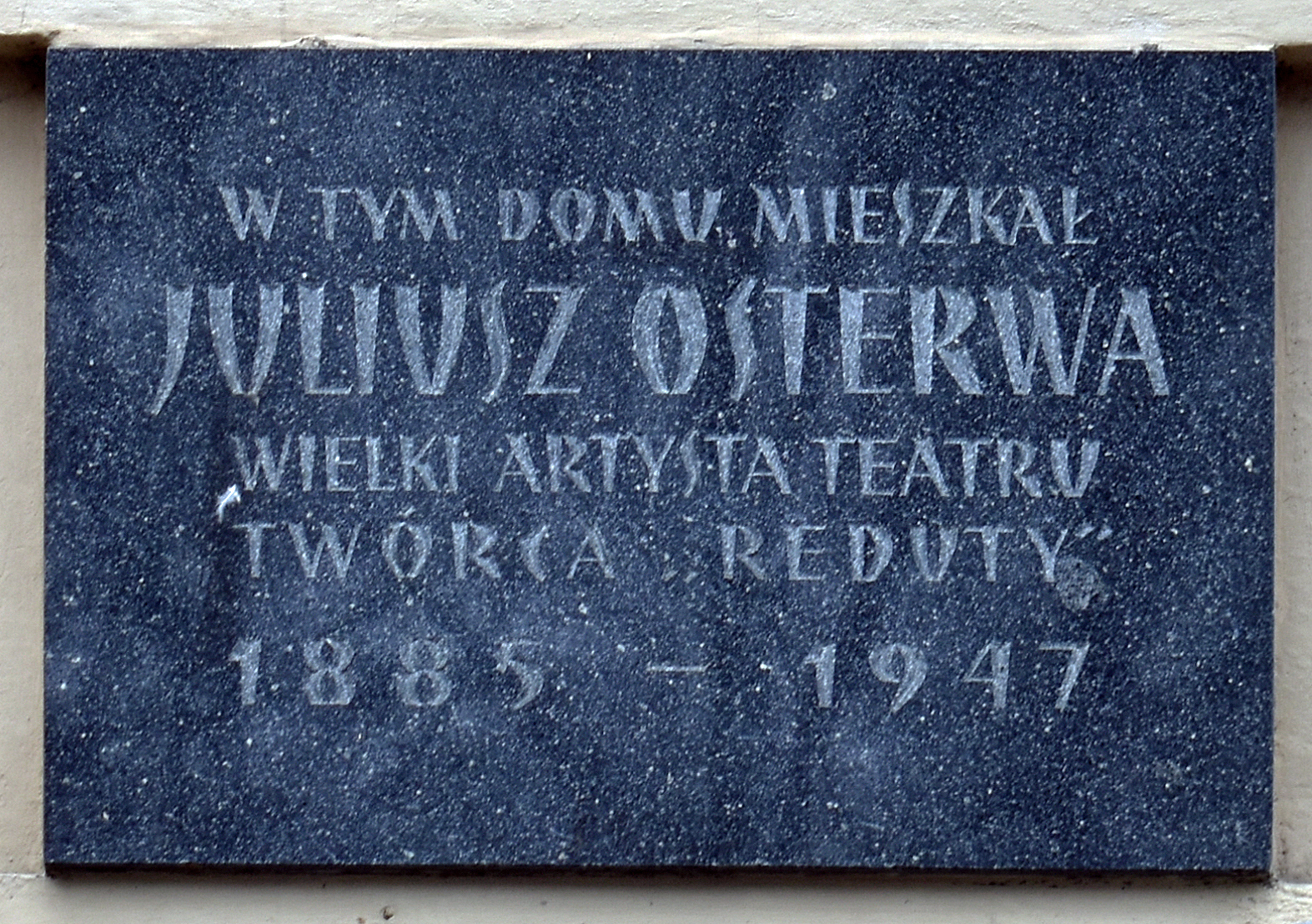
Tablica upamiętniająca Juliusza Osterwę.
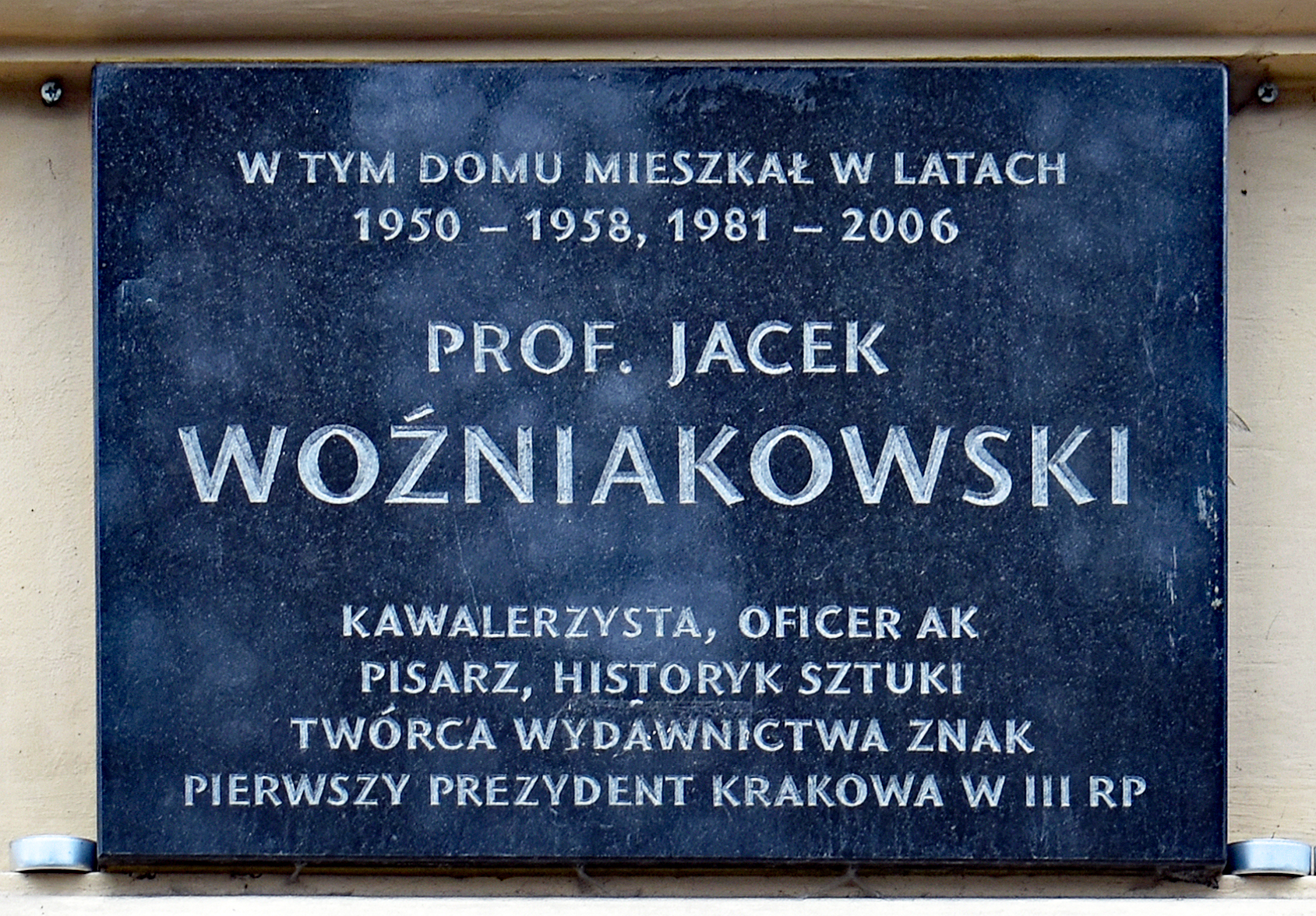
... i Jacka Wożniakowskiego.

## Źródła
- Praca zbiorowa Zabytki Architektury i budownictwa w Polsce. Kraków, Krajowy Ośrodek Badań i Dokumentacji Zabytków, Warszawa 2007, ISBN 978-83-9229-8-1